# Югна
Югна — річка в Крупському районі Мінської області та Чашницькому районі Вітебської області, права притока річки Лукомка.
Довжина річки 10,57 км. Площа водозбірного басейну 430 км². Середній нахил водної поверхні 0,2 м/км. Югна бере початок у північній частині озера Обіда, тече в межах Чашницької рівнини. У Югну впадає струмок з озера Радомля.
Біля річки знаходяться такі населені пункти: Хальневічи, Підбереззя, Старі Лавки.